# Podemos Cantabria
Podemos Cantabria es la organización de Podemos en la comunidad autónoma de Cantabria.

## Organización
La organización del partido surge de los documentos aprobados en la tercera Asamblea Ciudadana Estatal de Podemos, también conocida como Vistalegre III, en 2020. Consta de:
- Asamblea Ciudadana Autonómica.
- Consejo Ciudadano Autonómico.
- Coordinación Autonómica.
- Consejo de Coordinación Autonómico.
- Comisión de Garantías Democráticas Autonómica.

Además, la representatividad de los círculos (base de la militancia del partido) se da a través del consejo de círculos, la red de círculos o su presencia en el Consejo Ciudadano Autonómico.

## Resultados electorales

### Congreso de los Diputados
| Congreso de los Diputados |                |         |             |          |        |         |                |             |
| Elecciones                | Candidatura    | Escaños | ±           | Posición | Votos  | %       | Candidato      | Referencias |
| 2015                      | Podemos        | 1/5     | 1           | 3.ª      | 62 219 | 17,84 % | Rosana Alonso  | [ 4 ]       |
| 2016                      | Unidos Podemos | 1/5     | Sin cambios | 3.ª      | 59 367 | 17,69 % | Rosana Alonso  | [ 5 ]       |
| 2019 I                    | Unidas Podemos | 0/5     | 1           | 6.ª      | 36 555 | 10,22 % | Luis del Piñal | [ 6 ]       |
| 2019 II                   | Unidas Podemos | 0/5     | Sin cambios | 5.ª      | 28 376 | 8,72 %  | Luis del Piñal | [ 7 ]       |
| 2023                      | Sumar          | 0/5     | Sin cambios | 4.ª      | 29 270 | 8.44 %  | Carmen Martín  |             |

### Parlamento de Cantabria
| Parlamento de Cantabria |         |             |          |        |        |           |                   |             |
| Elecciones              | Escaños | ±           | Posición | Votos  | %      | Gobierno  | Candidato         | Referencias |
| 2015                    | 3/35    | 3           | 4.ª      | 28 272 | 8,83 % | Oposición | José Ramón Blanco | [ 8 ]       |
| 2019                    | 0/35    | 3           | 6.ª      | 10 120 | 3,12 % | Oposición | Mónica Rodero     | [ 9 ]       |
| 2023                    | 0/35    | Sin cambios | 5.ª      | 13 395 | 4,12 % | Oposición | Mónica Rodero     | /           |